# Obłazy Kwaczańskie

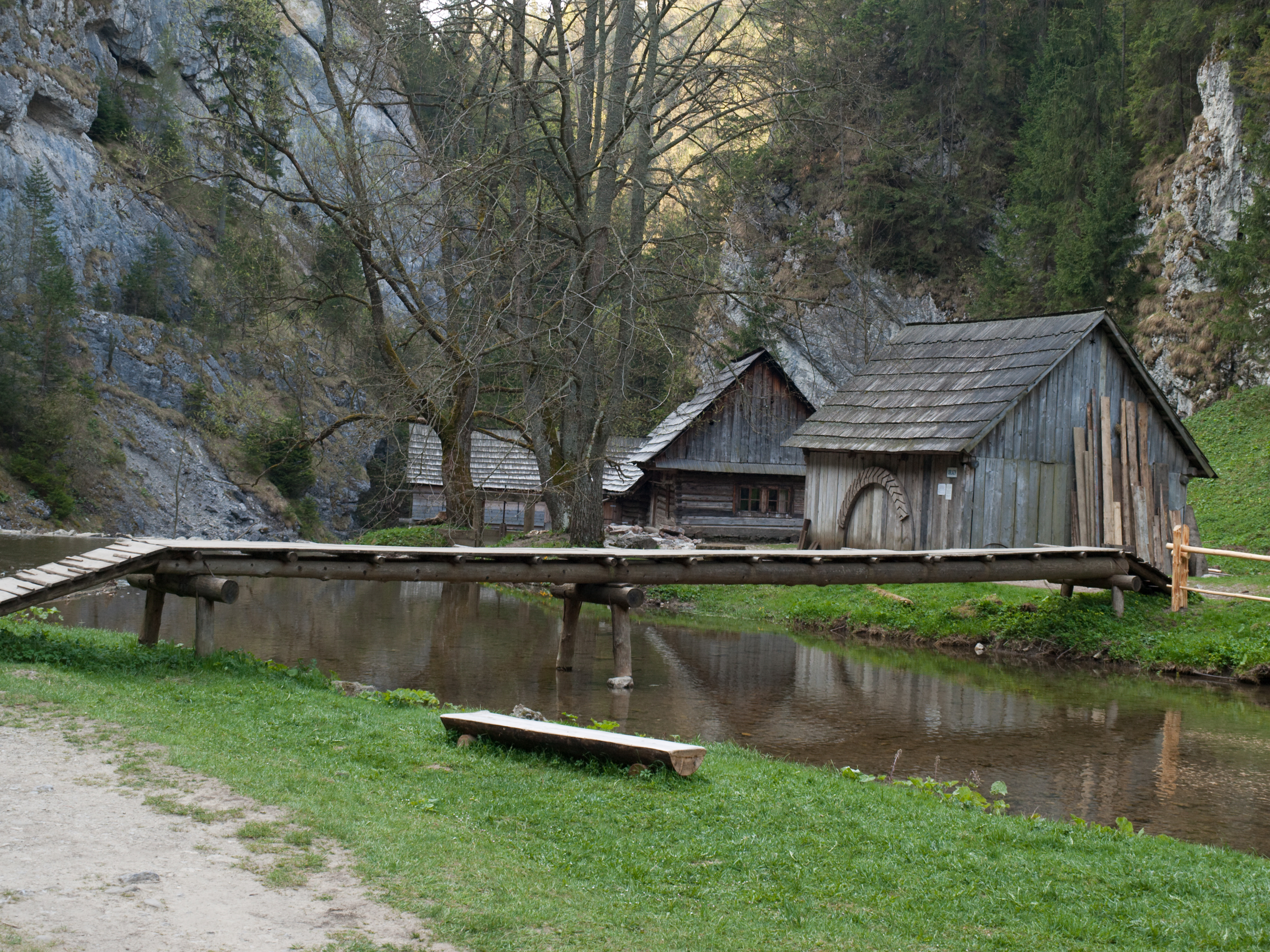
Obłazy

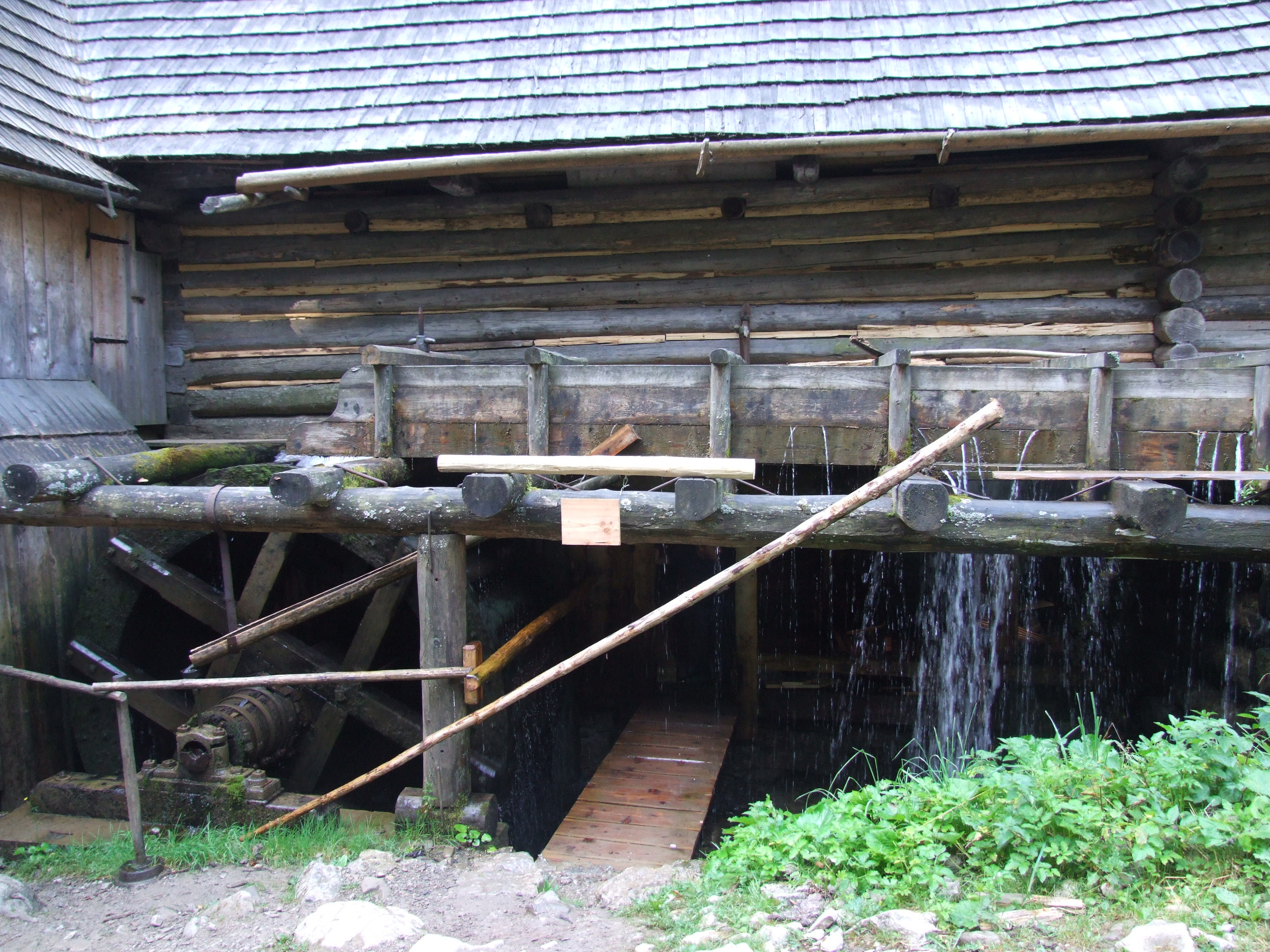
Młyn wodny w Obłazach

Obłazy, dla odróżnienia od innych nazywane Kwaczańskim Obłazami (słow. Oblazy) – niewielkie osiedle na Słowacji położone na wysokości około 730 m n.p.m., w miejscu, w którym potoki Borovianka i Roztocki Potok uchodzą do Hucianki, tworząc Kwaczankę. Na słowackich mapach zaznaczane jest również jako vodné mlyny. Miejsce to, znajdujące się w górnym końcu Doliny Kwaczańskiej, jest zarazem skrzyżowaniem dróg i szlaków turystycznych. Krzyżuje się tutaj droga z miejscowości Huty przez Dolinę Kwaczańską do Kwaczan z drogą z Wielkiego Borowego do Obłazów. Są to drogi szutrowe i zamknięte dla ruchu pojazdów samochodowych (rezerwat przyrody Kvačianska dolina). Dopuszczalny jest tylko ruch pieszy.
Obłazy to niewielkie rozszerzenie dna doliny, ze wszystkich stron otoczone szczytami gór. Są to: należący do Tatr Ostry Wierch Kwaczański oraz należąca do Gór Choczańskich Czarna Hora i Haj. Tak więc Obłazy znajdują się na granicy dwóch mezoregionów.
W Obłazach znajdowały się dawniej dwa młyny wodne i jeden tartak, żyły tutaj dwie rodziny młynarzy. Młyn wodny pochodził z 1830 r., a pracował do lat 70. XX wieku, tartak do lat 60. Górny młyn początkowo należał do mieszkańców Kwaczan, potem kupiło go trzech mieszkańców miejscowości Wielkie Borowe, od 1920 był własnością mieszkańca miejscowości Liptovská Anna. Obecnie istniejący młyn jest zabytkiem architektury drewnianej. Jest konserwowany, jego mechanizmy, w tym koło wodne napędzane przez Kwaczankę, nadal pracują, ale już tylko jako atrakcja turystyczna. W budynku młyna można zobaczyć pracujące mechanizmy.
Nazwa Obłazy pochodzi od słowa obłaz, w gwarze podhalańskiej oznaczającego miejsca, które trzeba obchodzić. Początkowo odnosiła się do ścieżki z Kwaczan, która stokami Ostrego Kwaczańskiego Wierchu prowadziła do młynów i musiała w wielu miejscach obchodzić sterczące w stoku skały. Później wykonano wygodniejszą drogę, a nazwa zachowała się tylko do miejsca z młynami.

## Szlaki turystyczne
niebieski: Obłazy – Dolina Borowianki – Wielkie Borowe – Svorad
  czerwony: Kwaczany – Obłazy – Dolina Huciańska – Huty – Wyżnia Huciańska Przełęcz